# Alexandru Mirodan
Alexandru Mirodan (numele la naștere: Alexandru Zissu Saltman; n. 5 iunie 1927, Budeasa, România – d. 10 martie 2010, Tel Aviv, Israel) a fost un dramaturg, publicist, istoric literar și traducător român de origine evreiască.

## Date biografice
A absolvit la București liceul, apoi Facultatea de Litere și Filosofie a Universității din București. În România a lucrat ca ziarist și dramaturg. A fost redactor la publicații precum „Tinerețea”, „Tânărul muncitor”, „Scânteia tineretului”. Publică și la revistele „Gazeta Literară”, „România Liberă”, „Scânteia”, „Contemporanul”, „Teatrul”, „Sportul popular”, „Informația Bucureștiului”, „Flacăra” și altele. A fost secretar de redacție la „Gazeta Literară”, redactor la revista „Teatrul” și, în Israel, in ultimii ani ai vieții, directorul revistei „Minimum”.
După ce în 1956 i s-a jucat cu succes la Teatrul Național din București, prima sa piesă, „Ziariștii”, care a înregistrat un număr-record de peste 900 reprezentații, Al. Mirodan a trecut la revista Gazeta literară.
La 5 ianuarie 1961 a fost inaugurat la București Teatrul de Comedie, cu piesa „Celebrul 702" a lui Mirodan (care era și secretar literar al teatrului), avându-l în rolul principal pe Radu Beligan.. Conform cu cerințele stricte ale regimului comunist din România, piesele „Ziariștii” (1956) și „Șeful sectorului suflete” (1963) aparțin curentului realist-socialist.
În anul 1977 a izbutit să emigreze în Israel și s-a stabilit la Tel Aviv.
A lucrat o perioadă la Muzeul Diasporei (în ebraică :„Beth Hatefutsoth"), apoi a înființat revista în limba română „Minimum", pe care a editat-o singur.
Opera sa de referință este un Dicționar neconvențional al scriitorilor evrei de limba română, volumul 1, cu literele A-B-C a apărut în 1986, vol. 2, cu literele D-E-F, în 1997, iar vol. 3, cu literele G-H-I, în 2008, la Editura Minimum din Tel Aviv, care aparține autorului-editor.
Alexandru Mirodan a tradus multe cărți, în special romane polițiste din seria Hercule Poirot scrisă de Agatha Christie, dar și romanul „Cazul Louise Laboine” de Georges Simenon.
Fiul lui Alexandru Mirodan, dr. Vladimir Mirodan este director al facultății de teatru „Drama Center” din Londra (engleză : Drama Centre London, Central Saint Martins College of Art and Design and the University of the Arts, London) și președintele Asociației școlilor de teatru din Marea Britanie. Cu ani în urmă, Vladimir Mirodan a regizat și a predat la Școala de teatru „Beit Zvi” din Ramat Gan, Israel.

## Distincții
- Medalia „A cincea aniversare a Republicii Populare Române” (24 decembrie 1952) „pentru lupta și munca duse în vederea făuririi, consolidării și prosperării Republicii Populare Române”[9]
- Ordinul Muncii clasa a III-a (6 mai 1961) „cu prilejul celei de-a 40-a aniversări de la înființarea Partidului Comunist din Romînia, pentru merite deosebite în opera de construire a socialismului”[10]

## Opera[11]

### Teatru
- Tito, dușmanul de moarte al tineretului iugoslav, București, Ed. Tineretului, 1950, pamflet;
- Ziariștii, București, Ed. Tineretului, 1956, piesă în trei acte (4 tablouri), care a înregistrat un număr record de reprezentații (peste 900). Tradusă și în limba rusă;
- Reportaj 45 (1959);
- Cele cinci cercuri, București, 1960, despre jocurile olimpice, apare în colecția Societății pentru Răspândirea Științei și Culturii nr.356;
- Celebrul 702 sau Autorul moare azi, București, Ed.pentru Literatură, 1962, piesă de teatru tradusă în mai multe limbi (spaniolă, engleză, franceză, sârbă, cehă) înaintea apariției în limba română și în ebraică (Tel Aviv, Ed. Zirokover, 1981); A deschis prima stagiune a Teatrului de Comedie inaugurat de Radu Beligan la 5 ianuarie 1961, regia Moni Ghelerter;
- Noaptea e un sfetnic bun (1963);
- Într-o zi de primăvară, piesă în colecția Teatru de amatori (București, Ed. pentru Literatură, 1964), comedie într-un act, tradusă și în maghiară și germană;
- Șeful sectorului suflete, (București, 1963, 1966), comedie;
- Seară târzie în tipografie (București, 1967), piesă într-un act. Apare și în limba maghiară;
- Moș Gerilă, jocuri și jucării, piesă de teatru școlar într-un act (București, 1967);
- Lumea în inițiale (București, 1968), piesă într-un act;
- Camuflaj, București, Ed. pentru Literatură, 1969, piesă cu trei tablouri ce a fost jucată în limba idiș la Teatrul Evreiesc de Stat - autoritățile n-au permis să fie jucată la nici un alt teatru din București;
- Replici sau De dincolo de fileu (București, Ed. Meridiane, 1969);
- Transplantarea inimii necunoscute (1969);
- Simfonietta metalică (București, 1970), satiră într-un act;
- Primarul lunii și iubita sa (București, Ed. Eminescu, 1970);
- Despre unele lipsuri, deficiențe și neajunsuri în domeniul dragostei;
- Tovarășul feudal și fratele său (1975), piesă scoasă de pe afiș;
- Evreica din Toledo, o piesă după Lion Feuchtwanger;
- Pasiune plus rațiune sau Tema de luptă (București, 1972);
- Ședința (București, 1972), comedie didactică într-un act;
- Teatru (București, Ed. Eminescu, 1972), prima colecție a pieselor sale, în două volume;
- Un proces posibil (București, 1973), piesă didactică într-un act;
- Teatru (București, Ed. Cartea Românească, 1973, trei simple texte antifasciste;
- O întâmplare în sectorul suflete (București, 1974), comedie într-un act;
- Examenul de dinaintea examenelor (București, 1975), piesă didactică;
- Scene (1975);

După imigrarea în Israel publică:
- Contract special de închiriat oameni (Tel Aviv, Ed. Minimum, 1983), piesă în care tratează tema antisemitismului, tradusă în ebraică (Tel Aviv, Ed. Zirokover, 1981),

a fost scrisă în România, unde i-a fost interzisă publicarea dar, a apărut apoi, la Ed. Cartea Românească, în anul 1993. 

### Proză
- Replici, (București, Ed. Meridiane, 1969);
- Scene (București, Ed. Cartea Românească, 1975);
- Minimum (București, Ed. Albatros, 1975);

După stabilirea în Israel publică:
- Ocolul pământului într-un surâs (Tel Aviv, Ed. Minimum, 1980, parte din texte au fost scrise la București, parte în Israel. A apărut apoi și în România, la Ed. Cartea Românească, în anul 1993.

### Traduceri
- Romane polițiste din seria „Hercule Poirot” (Agatha Christie).
- Cazul Louise Laboine de Georges Simenon (București, Ed. Tineretului, 1969);
- Piese de teatru de Balzac, L. Andreev, Ragev Bouchnot, Jean Anouilh ș.a.;
- Caietele maiorului Thompson de Pierre Daninos (București, Ed. Albatros, 1971;
- Prima anchetă a lui Maigret (București, Ed. Tineretului, 1966 și Editura Z, 1992);
- Blocada de Carmen Zidarov (București, 1959) piesă tradusă împreună cu Mircea Popescu.

### Filme
- Celebrul 702 (1962) – coscenarist, împreună cu Mihai Iacob
- Steaua fără nume (1966) – adaptarea și dialogurile, împreună cu Henri Colpi
- Șeful sectorului suflete (1967) – autorul dialogurilor

### Istorie și critică literară
- Dicționar neconvențional al scriitorilor evrei de limbă română; au apărut trei volume: vol. I: A – C, vol. II: D – F și III: G – I (Tel Aviv, Ed. Minimum, 1986, 1997 și 2008).

### Premii
- Laureat al Premiul Caragiale al Academiei Române, (1962);
- premiul Ministerului Învățământului și Culturii din România (1957);
- premiul Agenției Evreiești, premiul Iacob Groper;
- premiul Sion;
- A fost bursier al Fundației Ford din Statele Unite.
- A fost membru al Uniunii Scriitorilor din România.

## Câteva opinii despre Al. Mirodan
Culese din volumul ”Ocolul pământului într-un surâs”, Tel Aviv, Ed. Minimum, 1980, și
Ed. Cartea Românească, București, 1993
„Cândva, pe un volum din «Migdale Amare», marele răposat al literaturii românești, Topârceanu, mi-a scris așa: «Celui mai talentat dintre tinerii mei confrați actuali și celui mai temut dintre rivalii mei viitori». La fel îi voi scrie și eu lui Mirodan pe unul din volumele mele de teatru…” (Tudor Mușatescu);
„«Celebrul 702» – rareori am gustat mai mult o comedie neagră…” (Graham Greene);
„Dialog scăpărător” (Nazim Hikmet);
„Mirodan e un Andre Roussin amestecat cu Anouilh, care ne vine drept din Carpați.” (Le Figaro Litteraire);
„Inteligență excepțională… satiră care, ca tehnică, nu rămâne mai prejos de piesele lui Durrenmatt” (Wolfgang Krauss – StuttgarterZeitung);
„Un maestru de mare rafinament” (Volkzeitung-Klagenfurt);
„Săgeata satirică pătrunde adânc și râsul îngheață pe buze…” (Kärntner Tageszeitung – Klagenfurt);
„Stilul Mirodan poate fi identificat prin amestecul organic și suplu, de acid și amărui, de ironie ascuțită și sentiment reținut, de vervă curgătoare și lirism intermitent” (Radu Popescu – „România Liberă”);
„… Unda unei inteligențe ascuțite și un ochi miraculos… Observații foarte adesea buimăcitoare… Strălucite idei, în montura unor mici texte ca marile bijuterii” (M. Rudich – „Viața Noastră”, Tel Aviv);
„«Primarul lunii» a provocat cel mai recent scandal ideologic la București… grave confuzii ideologice, pesimism, amoralism, etc. Rezultatul? Lumea dă năvală și se strivește pentru a vedea «Primarul lunii»” (Le Figaro Litteraire”);
„Un fenomen extrem de dezirabil… un adevărat suflu polemic” (Ecaterina Oproiu, „Tânărul scriitor” – București);
„Intuiția sa este extraordinară… Un mare scriitor” (I. Schechter – „Viața Noastră”);
„Ziariștii” reprezintă un tablou lipsit de idealism, plin de mișcare, agitat, contrastant” (Gilberto Mazzoleni, „Il Contemporaneo” – Italia);
„Mirodan este… «ceva special»” (S. Shapiro, „Jerusalem Post”);
„Un dramaturg de cea mai înaltă clasă” (Radu Beligan);
„«Celebrul 702» – De 40 de ani de când merg la spectacole, n-am văzut niciodată o satiră atât de ascuțită spirituală și feroce” (Halit Fabri Ozausoy, „Tercuman” – Istanbul);
„Ziarist strălucit” (A.B. Yaffe – „Al-Hamișmar”);
„Strălucitor ca o sabie care își oglindește lama în soare înainte de a străpunge” (Florin Tornea – „Contemporanul”);
„Literatura care știe ca, vorbind inimii, să capteze spiritul” (Vusi Suomi” – Helsinki);
„… A creat, creează și va crea, descoperind noi zone umane, ascunse privirii noastre obișnuite” (A. Strihan – „Izvoare”, Tel Aviv);
„Prezentând «Celebrul 702» teatrul grec modern face un serviciu important publicului elen” („To Vima” – Atena);
„Talentul, fantezia și humorul, scânteietorul dialog al lui Mirodan” (Traian Șelmaru, „Premiera de o seară”, Ed. Eminescu, București);
„Mirodan are propriul său univers și o voce, a sa, de neconfundat” (Eugen Luca, „Secolul 20” – Tel Aviv);
„Contrapunct de comic și tragic” (Fernando Campoamor, „Havana” – Cuba);
„Versiunea pentru scenă a «Evreicii din Toledo» este ea însăși o creație… desprinzându-l pe Al. Mirodan de Lion Feuchtwanger îl putem alătura lui Lope de Vega și Grillparzer, doi dintre iluștrii înaintași, îndrăgostiți de cronica spaniolă” (Virgil Munteanu – „Teatrul”, București);
„… Doi aliați care i-au rămas fideli… Cel dintâi: publicul. Cel de-al doilea: propriul și marele său talent” (Sebastian Costin – „Viața Noastră”);
„Originalitate… situații neprevăzute… dialoguri spirituale strălucite” (A. Plotnikov – „Tass”, Moscova);
„Un virtuos al paradoxului pe care-l mânuiește ca puțini alții” (Eran Sela – „Izvoare”);
„O sărbătorească dezlănțuire a spiritului” (V. Mîndra – „România Liberă”);
„«Celebrul 702», o comedie… care își aruncă săgețile din plin” (Gigi Lunari – „Il Drama”, Italia);
„Un alergător singuratic, într-un maraton în care și-a pierdut plutonul” (Aurel Storin, „Informația Bucureștiului”);
„…«Șeful sectorului suflete»… o rachetă luminoasă…” (I. Rudel – „Revista Mea”);
„Rugul unei creații în continuu crescendo” (Mircea Schrager – Costin, „Facla” – Tel Aviv);
„Un exeget rafinat și subtil, un comentator pasionat și spiritual… înaltă forță eseistică” (Bogdan Ulmu – „Teatrul”);
„… Cheamă la deșteptarea conștiințelor printr-un larg dialog spiritual” („Vradini” – Atena);